# Nigorella
Nigorella Wesolowska & Tomasiewicz, 2008 è un genere di ragni appartenente alla famiglia Salticidae.

## Distribuzione
Le quattro specie oggi note di questo genere sono state rinvenute in Africa centrale, occidentale e meridionale: l'areale principale di diffusione è lo Zimbabwe.

## Tassonomia
A giugno 2011, si compone di quattro specie:
- Nigorella aethiopica Wesolowska & Tomasiewicz, 2008[2] — Etiopia
- Nigorella albimana (Simon, 1902) — Africa centrale e occidentale
- Nigorella hirsuta Wesolowska, 2009 — Zimbabwe, Sudafrica
- Nigorella manica (Peckham & Peckham, 1903) — Zimbabwe

### Nomen dubium
- Nigorella plebeja (L. Koch, 1879); esemplare femminile, reperito nell'Africa nordorientale e originariamente descritto nel genere Euophrys C. L. Koch, 1834, a seguito di un lavoro dell'aracnologa Wesolowska del 2009 è da ritenersi nomen dubium[1].